# ザムエル・シュトリュク

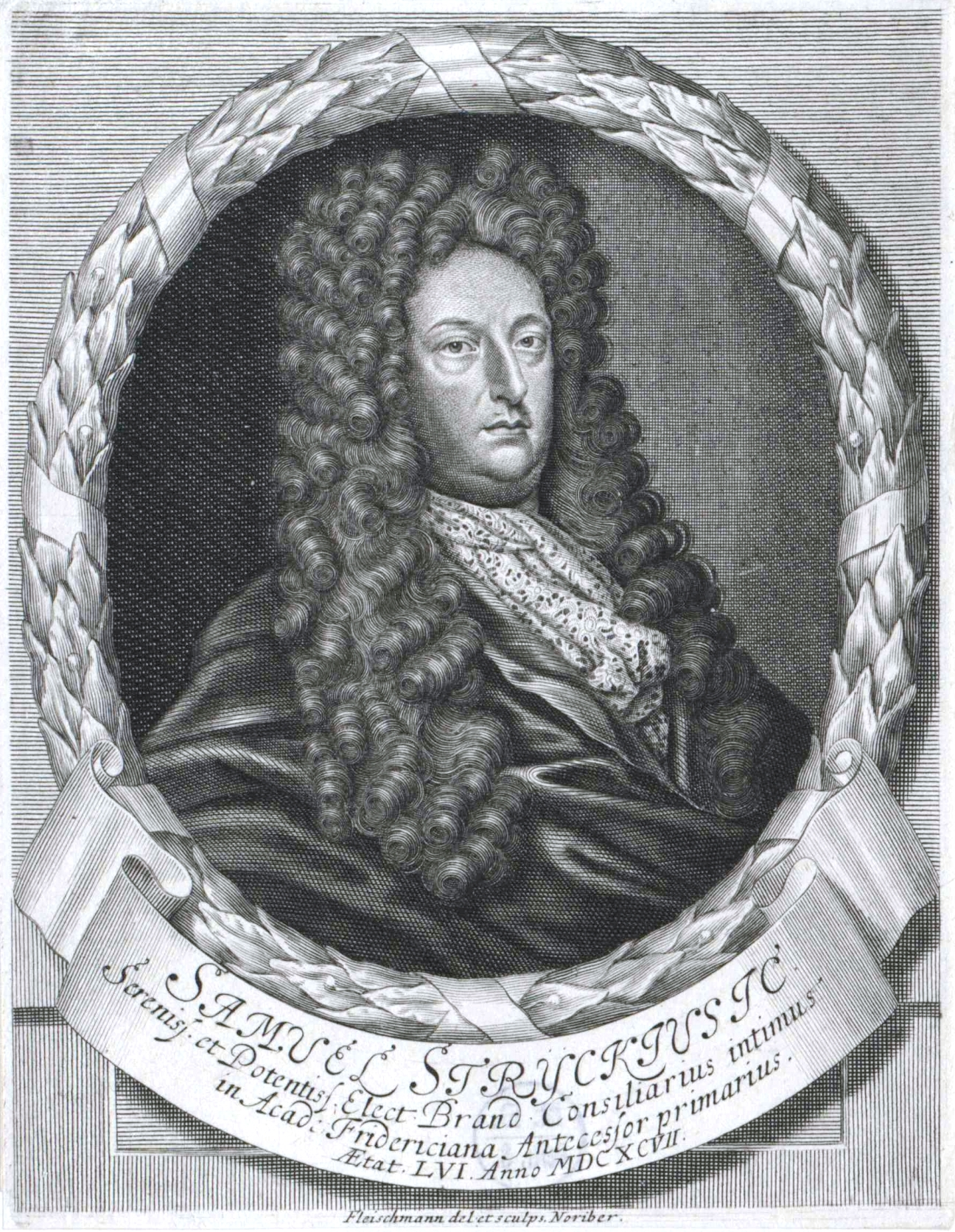
肖像画 (56歳), アウグスト・クリスティアン・フライシュマン作

ザムエル・シュトリュク (ドイツ語: Samuel Stryk, 1640年11月22日 - 1710年7月23日) は、ドイツの法学者。『パンデクテンの現代的慣用 (原題: Uses modernus pandectarum)』を著し、ドイツ私法学の発展に多大な影響を与えた。

## 生涯
1640年、ブランデンブルクのレンツェン (現ドイツ連邦共和国ブランデンブルク州) に生まれる。初めシュトリュクは地元の学校に通ったが、その後ゼーハウゼンの学校とケルンの初等中学校で学んだ。1658年6月9日、彼はヴィッテンベルク大学へ入学。初めは哲学科へ入ってヨハン・シュペーリンクやゲオルク・カスパー・キルヒマイアーの下で学んだが、その後法学科へと転身しキャスパー・ツィグラーやヴィルヘルム・レイザー2世に学んだ。1661年にはフランクフルト (オーデル) 大学へと学びの場を移し、ヨハン・ブルンネマンに師事して法学を学んだ。
フランクフルト (オーデル) 大学在学中、シュトリュクはオックスフォード大学やレイデン大学を始めとした北ヨーロッパ各地の大学への留学を繰り返した。法学研究を続けるためにフランクフルト・アン・デア・オーデルへと帰還し、1665年の5月11日には法学修士、12月17日には法学博士を修得した。
その後シュトリュクは准教授に任命され、それに前後して今日『ローマ法大全』として知られる4つの作品を論じ、続いて彼はいわゆる『新勅法』についても取り扱いを始めた。そこで問題となったのは、古代末期の皇帝ユスティニアヌス1世が公布した立法についてであった。大学の規則に従って1668年6月に彼は正教授へと昇進し、ガイウスの『法学提要』に基礎を置いたユスティニアヌスの『法学提要』を取り扱った。手短に言えば、ここで問題となったのはローマ法の初歩的教科書であった。義理の父であったヨハン・ブルンネマンの死を受け1672年より彼は『学説彙纂』担当の教授職を引き継いだが、その教科書は中上級者向けのものであった。続くフィリップ・ヤーコプ・ヴォルフの死によって、彼は1680年には『勅法彙纂』を担当を引き継ぐことになった。そこで重要だったのは、2世紀から始まってユスティニアヌスが公布をしていた頃までの諸皇帝の法典であった。ヨハン・レッツがブランデンブルク=プロイセンの宮中顧問官に就任するために退職したことでシュトリュクは法学部長へと就任、その在任期間中に3度フランクフルト (オーデル) 大学の総長を経験した。
1690年にシュトリュクがヴィッテンベルク大学で教授を受けたキャスパー・ツィグラーが死去。役職の新配置に関してザクセン選帝侯ヨハン・ゲオルク3世はブランデンブルク選帝侯フリードリヒ・ヴィルヘルムとの会談を実施し、そこでシュトリュクはローマ法の傑出した専門家であると判断された。両者は合意に達し、シュトリュクはヴィッテンベルク大学総長へ任命され、彼に対してヴィッテンベルク大学から500グルデンの俸給を支払うことが決定された。このヴィッテンベルク大学赴任中に、彼はドイツ私法学の代表書となる著作『パンデクテンの現代的慣用』を発表した。
1692年に彼は新しく創立されたハレ大学へ移り、そこで彼は枢機顧問官の肩書に並んで法学部長とハレ大学学長(1695年, 1703年)に任命された。彼はクリスティアン・トマージウスやファイト・ルートヴィヒ・フォン・ゼッケンドルフらと共同でこの新設大学を組織し、コペンハーゲン大学学長の誘いも拒否した。後に『パンデクテンの現代的慣用』へ追記を行い、シュトリュクの息子であるヨハン・ザムエル・シュトリュクと共同で2巻を追加で出版したユストゥス・ヘニング・ベーマーは、1699年よりシュトリュクの奨励のもとハレ大学法学部にて教鞭を執っている。
1710年7月23日午前7時、シュトリュクはハレ・アン・デア・ザーレにて死亡した。70歳であった。墓は同市に位置するシュタットゴッテスアッカーに置かれた。この死を受けて同僚のアウグスト・ヘルマン・フランケらは追悼の意を表した。

## 著作
- Disputatio Juridica de Jure privilegati contra privilegatum、1684年
- Specimen usus moderni Pandectarum (『パンデクテンの現代的慣用』)、1690年
- Christliches Bedencken eines fürnehmen Juris-Consulti über die Eids-Formulam rev、1690年
- Tractatus de cautelis testamentorum、1703年